# Silent Hill
Silent Hill е известна поредица от компютърни и видео игри, спадащи към жанра сървайвал хорър. Производител и разпространител на играта е японската компания „Конами“ (Konami). Разработчици са Team Silent, Creature Labs, Konami и други. След най-популярните имена свързани с проекта са композиторът и продуцент Акира Ямаока и художникът Масахиро Ито.

## Поредица
От поредицата са излезли следните игри:
- Silent Hill 1 (1999) за PS1
- Silent Hill Play Novel (2001) за Game Boy Advance
- Silent Hill 2 (2001) за PS2, XBox и PC
- Silent Hill 3 (2003) за PS2 и PC
- Silent Hill 4: The Room (2004) за PS2, XBox и PC
- Silent Hill Experience (2006) за PSP
- Silent Hill Origins (2007) за PSP и (2008) за PS2
- Silent Hill The Arcade (2007) за игрален автомат
- Silent Hill: Orphan (2007) за мобилен телефон
- Silent Hill: Homecoming (2008) за PS3, Xbox 360 и PC
- Silent Hill: Shattered Memories (2010) за PSP, PS2 и Wii
- Silent Hill: Downpour (2012) за PS3 и Xbox 360

Петата част от поредицата Silent Hill:Homecoming, за XBox 360 и PS3 вече излезе на американския пазар на 30 септември 2008 г., като междувременно се разбра че Конами отлага европейските издания на играта за не по-рано от февруари 2009 г. Това заглавие от поредицата беше поверено на екип извън рамките на „Конами“, а именно на американското студио „The Collective“ (вече „Double Helix“), намиращо се под ръководството на най-големия независим издател на развлекателен софтуер на територията на САЩ – „Foundation 9“. С проекта се свързва името на един от „идейните бащи“ на поредицата, Акира Ямаока (Akira Yamaoka) – композитор на всички досегашни части, и продуцент на Silent Hill 3 и 4.
В началото на април 2009 г. е обявено че в края на годината предстои излизането на своеобразен римейк на първата част от поредицата за Wii, PS2 и PSP носещ заглавието Silent Hill: Shattered memories.

## История
През 1999 г. на пазара излиза видеоиграта Silent Hill (Silent Hill 1), дело на вече познатата по това време компания „Конами“. Сюжета се развива около писателя Хари Мейсън, търсещ в призрачния Сайлънт Хил изчезналата си дъщеря, с чието минало е свързана страшна тайна. Интересната история, напълно триизмерният град, в който играчът може да се разхожда свободно почти навсякъде и доброто музикално оформление носят успех на играта и водят до продължение – Silent Hill 2. Излязлата през 2001 г. игра е с усъвършенствана графика, сложен и многопластов сюжет и високо оценена музика. Тя затвърждава популярността на Silent Hill и за мнозина играчи е най-добрата част от поредицата. Пряко не е свързана с първата част. През 2003 г. се появява амбициозната Silent Hill 3. Графиката и музиката и получават признание, но по отношение на останалото се смята, че отстъпва на втората игра. Новото продължение Silent Hill 4: The Room (2004) е най-сериозно критикувано и дава основание на скептично настроените критика и почитатели да смятат, че най-доброто от играта е вече минало. Към това се добавят ред експерименти на „Конами“, която стремейки се да извлече максимална финансова изгода от популярността на поредицата издава варианти на играта за PSP, мобилен телефон и игрален автомат. Още през 2001 г. в Япония излиза Silent Hill Play Novel, представляваща текстови куест. Тъй като няма финансов успех, тази игра не е издавана в Европа и САЩ.

## Играта
Историята на игрите попада в категорията на така наречените „камерни сюжети“, характерен похват за сървайвал хорър заглавията, който би трябвало да спомогне за по-бързото изграждане на емоционална обвързаност на играча със сюжета. Второстепенните персонажи и каквито и да е фактори способни да отведат фокуса извън рамките на наблюдението и развитието на главния герой е сведен до минимум. Сюжета обикновено се развива около персонаж попаднал поради една или друга причина на територията на несъществуващия американски курортен град Сайлънт Хил (Тихият Хълм), след изживяна душевна травма, преживяване довело до шок или в състояние на духовна криза. В хода на играта, докато героят се опитва да оцелее в кошмарния град, постепенно се изясняват причините довели го тук. Оказва се, че присъствието му в никакъв случай не е случайно.
Геймплейът на играта е подобен на този в „Заразно Зло“ (Resident Evil), но тук камерата често е нефиксирана (Silent Hill 1 и 3). Героят разполага с набор от оръжия, които открива постепенно в хода на играта. Необходимо е да търси и открива амуниции, лекарства и предмети, нужни му за да продължи напред. Трябва да реши редица загадки (пъзели). Именно този момент кара някои играчи да определят играта като куест. Екшън и шутър елемента идва от необходимостта да се сражава с чудовищата и демоните бродещи из града. На определени места (в края на нивата), героят трябва да се пребори с някой особено силен противник (бос). В края му предстои сблъсък с главния враг. Играта се развива линейно, с няколко възможни финала, определяни по различен начин в различните части на поредицата.
Стремежът на авторите е създаването у играча на усещане за несигурност, страх и депресия. За целта се използват подсъзнателните страхове, скрити дълбоко във всеки човек. Немалка роля в това отношение имат музиката и озвучението. Умишлено много моменти от сюжета остават неизяснени или двусмислени. Ирационалността често доминира над логиката.
Независимо от своя успех заглавията от поредицата са подлагани на остра критика от страна на западните рейтингови комисии заради своята мрачна и депресираща атмосфера, намеци за сексуално насилие (Silent Hill 2 и Silent Hill 4) и употреба на вещества с характера на наркотици (Silent Hill 1). Играта не е подходяща не само за малолетни но и за хора със слаба психика.

## Сайлънт Хил в развлекателната индустрия
Популярността на поредицата води до появата на многобройни и разнообразни продукти свързани с нея: компакт дискове с музиката към игрите, комикси, официални и неофициални книги-ръководства (на хартиен носител и в електронен вариант) за играчите, книги разказващи историята на създаването на играта, летературна творба въз основа на Silent Hill 2, тениски и сувенири. Правата върху всички официални продукти „Silent Hill“ са собственост на Konami.
В началото на 2006 година е направен игрален филм „Сайлънт Хил“, по мотиви от Silent Hill 1, 2 и 3. Филмът е дело на Сони пикчърс а режисьор e Кристоф Ганс. След успеха му започва работа по продължение, което се очаква през 2010 г. Сюжетът на втората екранизация по поредицата ще бъде заимстван от представената в Silent Hill 2 гледна точка за града и неговото естество.